# Lee Ritenour

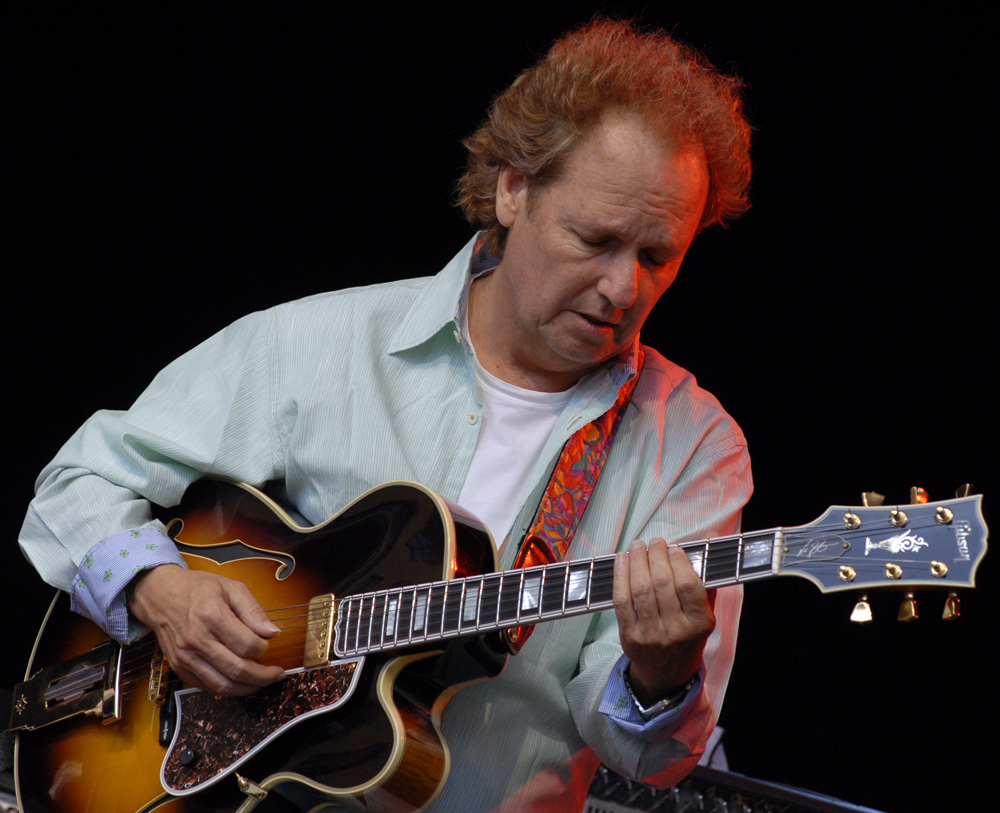
Lee Ritenour på Skeppsholmen i Stockholm i juli 2009.

Lee Ritenour, född 11 januari 1952 i Los Angeles, Kalifornien, är en amerikansk jazz fusion-gitarrist. Han har släppt flera soloalbum och spelat med artister som Steely Dan, Pink Floyd, Frank Sinatra och Aretha Franklin.
1991 formade han jazzgruppen Fourplay tillsammans med keyboardisten Bob James. 1998 lämnade Lee Ritenour gruppen och efterträddes av gitarristen Larry Carlton
En av hans mest kända hits är Is It You från 1981.

## Diskografi, album
- 1979 – Rio